# Vintergrönesläktet
Vintergrönesläktet (Vinca) är ett släkte i familjen oleanderväxter med fem arter i Europa och västra Asien. Två arter är vanliga trädgårdsväxter i Sverige.
Släktet innehåller örter med klar växtsaft. Bladen är motsatta, enkla med korta bladskaft. Blommorna sitter ensamma, eller sällan två och två, i bladvecken. Fodret är litet, utan körtlar. kronan är ofta blå i olika toner, men vita och vinröda blommor förekommer, de är trattlika med cylindrisk blompip, håriga eller med fjäll i svalget, flikarna är utbredda, kortare än pipen, de överlappar åt vänster. Ståndarna är infästade under mitten av blompipen. Frukten består av två kapslar, de är upprätta eller utbredda, cylindriska.
Kladogram enligt Catalogue of Life:
| Vintergrönor | \| \| Vinca difformis \| \| \| \| \| \| Vinca erecta \| \| \| \| \| \| girlandvintergröna \| \| \| \| \| \| stor vintergröna \| \| \| \| \| \| vintergröna \| \| \| \| \| \| Vinca soneri \| \| \| \| |
|              | \| \| Vinca difformis \| \| \| \| \| \| Vinca erecta \| \| \| \| \| \| girlandvintergröna \| \| \| \| \| \| stor vintergröna \| \| \| \| \| \| vintergröna \| \| \| \| \| \| Vinca soneri \| \| \| \| |
|              | Vinca difformis |
|              | |
|              | Vinca erecta |
|              | |
|              | girlandvintergröna |
|              | |
|              | stor vintergröna |
|              | |
|              | vintergröna |
|              | |
|              | Vinca soneri |
|              | |

### Webbkällor
- Flora of China - Vinca